# Boulogne (Essarts en Bocage)
Boulogne è una frazione del comune francese di Essarts en Bocage, del quale è municipalità delegata, nel dipartimento della Vandea.
Fino al 31 dicembre 2005 comune autonomo, in tale data fu soppresso per formare, dal 1º gennaio successivo, il comune di cui fa attualmente parte, composto anche dalle municipalità abrogate di Les Essarts, L'Oie e Sainte-Florence.

## Società

### Evoluzione demografica
Abitanti censiti